# گوورنور کی. وارن
گوورنور کی. وارن (انگلیسی: Gouverneur K. Warren; ۸ ژانویهٔ ۱۸۳۰ – ۸ اوت ۱۸۸۲) فرد نظامی اهل ایالات متحده آمریکا بود.